# Personal computer

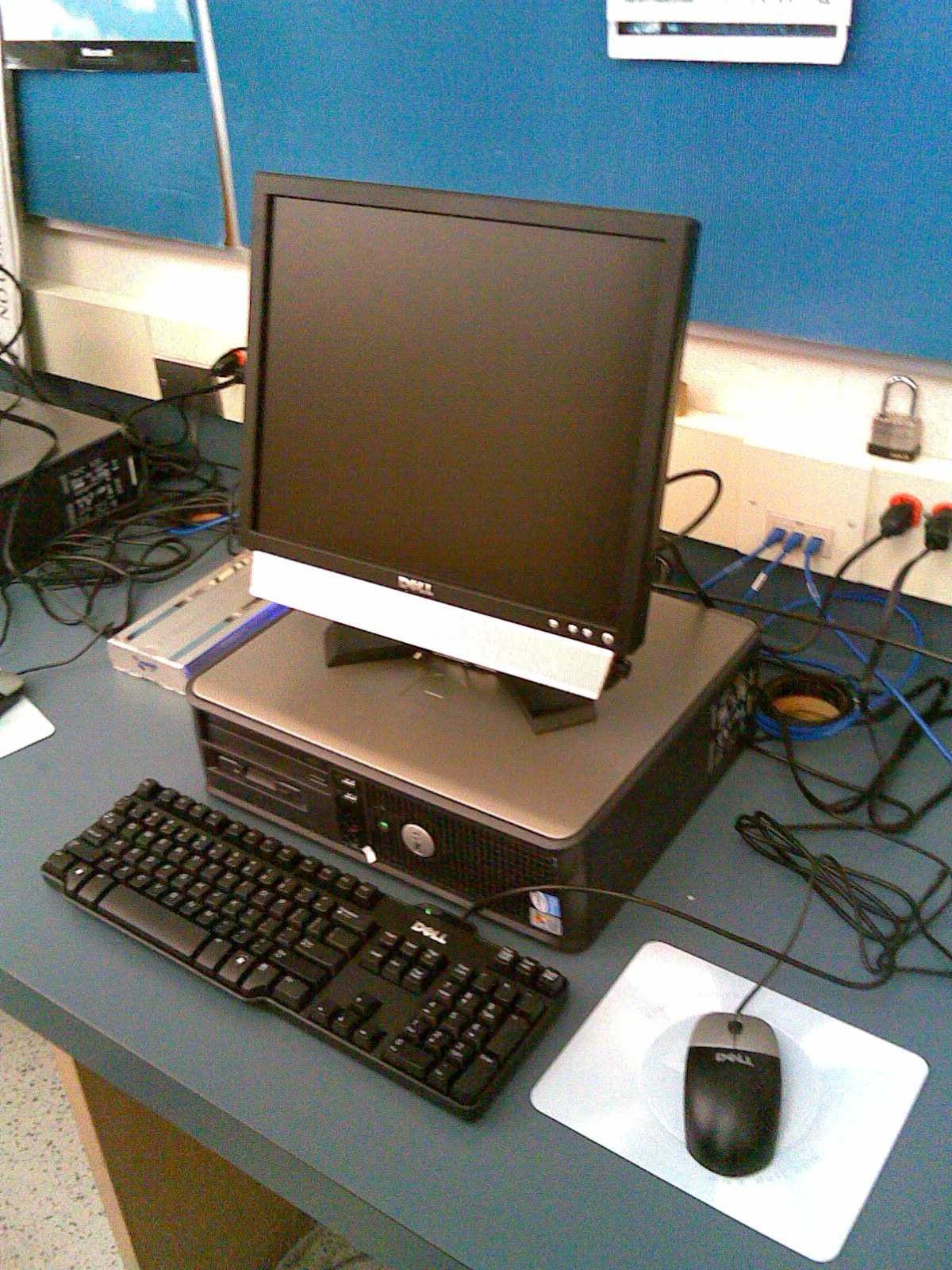
Pc anno 2006

Een personal computer, afgekort als pc, is een computer voor individueel gebruik. De pc wordt gebruikt voor het uitvoeren van diverse taken, zoals administratie, tekstverwerking, toegang tot het internet, programmeren, grafisch werk en computerspellen, met door de gebruiker kant-en-klaar verkregen programma's. Een computer wordt onder meer gebruikt bij werk, onderwijs, school en hobby's.

## Geschiedenis

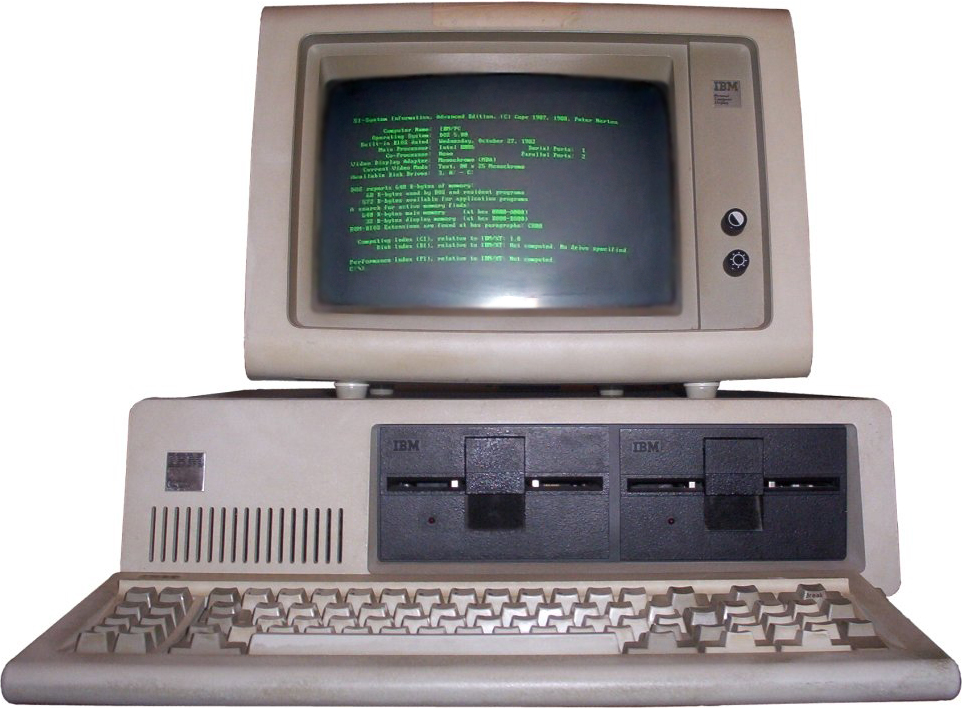
IBM Personal Computer, type 5150 uit 1981

De naam werd aan het begin van de jaren 80 in de taal opgenomen, toen IBM zich aansloot bij de snel groeiende markt in kleine computers, toen nog vaak microcomputers, homecomputers, desktopcomputer of tafelcomputers genoemd. 
Aanvankelijk was een computer een grote en dure machine die gebruikt werd door grote bedrijven. Individueel gebruik was eventueel mogelijk met timesharing. De trend naar individuele computers was al een aantal jaren gaande met onder andere de Altair 8800 en de Apple II. De naam personal computer werd gangbaar toen IBM zijn eerste kleine computer voor individueel gebruik uitbracht in 1981: de IBM Personal Computer (al gebruikte Apple deze term al eerder). De gangbare naam van de tegenhanger voor de grote IBM (mainframe)-computers (voor kantoor- en industriële toepassingen) was destijds microcomputer, en IBM had een eigen label nodig. Tussen beide formaten in, bestond nog de tiny, die soms als voorloper van de pc wordt beschouwd.
Kenmerkend voor de IBM-PC was de modulaire opbouw en de openbaar gemaakte ISA-bus (een reeks sleufconnectoren voor interface- en  uitbreidingskaarten in personal computers. Daardoor konden andere leveranciers ook onderdelen voor de IBM-PC aanbieden en later zelfs zogenaamde klonen.

### 1975 - 1993
Onderstaande tabel geeft een chronologisch overzicht van de eerste mini computers (later: personal computers) die op de markt verschenen vanaf 1975 tot 1993.
| Jaar | Pc                             | Processor                | Beschrijving |
| ---- | ------------------------------ | ------------------------ | --- |
| 1975 | Altair 8800                    | Intel 8080               | Wordt beschouwd als de eerste minicomputer ter wereld. Met op het front alleen tuimelschakelaars en led's |
| 1975 | KIM-1                          | MOS 6502                 | Een geassembleerde printplaat met een klein hexadecimaal toetsenbordje en 6 stuks zevensegmentendisplays |
| 1975 | Sphere 1                       | Motorola 6800            | Eerste complete minicomputer in een kast met ingebouwde beeldbuis en toetsenbord. |
| 1976 | Apple I                        | MOS 6502                 | Een geassembleerde printplaat waar een toetsenbord en een monitor op aangsloten konden worden |
| 1976 | COSMAC VIP                     | RCA 1802                 | De COSMAC VIP (een COSMAC ELF met een extra videodisplaychip) was een vroege microcomputer die gericht was op videogames. In de VS kon hij per postorder voor een prijs van $ 275 bij RCA worden gekocht. |
| 1977 | Apple II                       | MOS 6502                 | De Apple II was de tweede microcomputer van Apple, van ca. 1977–1985. De toestellen verschilden volledig van Appels latere Macintoshcomputers en hadden een 8 bit-architectuur. |
| 1977 | Tandy TRS 80                   | Zilog Z80                | Een van de eerste massaal geproduceerde en op de markt gebrachte thuiscomputers. De naam is een afkorting van Tandy Radio Shack / Z80 |
| 1977 | Heathkit H-8                   | Intel 8080               | Een microcomputer met een 4×4-toetsenbord en 9 stuks zevensegmentendisplay op het front. |
| 1977 | Commodore PET                  | MOS 6502                 | De eerste computer van Commodore International. Alle in- en uitvoerapparatuur was ondergebracht in één behuizing. |
| 1978 | Atari 800                      | MOS 6502                 | De Atari 800 was de snellere concurrent van de Commodore PET, met 256 kleuren en beter geluid. |
| 1978 | Exidy Sorcerer                 | Zilog Z80                | De Exidy Sorcerer was een op CP/M gebaseerde machine met ingebouwd toetsenbord |
| 1980 | Sinclair ZX80                  | Zilog Z80                | De Sinclair ZX80 was een eenvoudige "thuiscomputer". Het was de eerste computer die voor minder dan 100 pond verkocht werd in Groot-Brittannië |
| 1980 | Commodore VIC-20               | MOS 6502                 | De Commodore VIC-20 kwam in 1981 op de markt, en was de eerste computer waarvan er een miljoen exemplaren zijn verkocht. |
| 1980 | Apple III                      | MOS 6502                 | Opvolger van de Apple II, die als mislukking werd beschouwd. |
| 1981 | Osborne 1                      | Zilog Z80                | De Osborne 1 is de eerste commercieel succesvolle draagbare computer. Vanwege een te vroege aankondiging van de Osborne Executive, werden alle orders voor de Osborne 1 afgezegd wat leidde tot het faillissement van het bedrijf in 13 september 1983. |
| 1981 | IBM PC                         | Intel 8088               | IBM introduceert de IBM PC, met een Intel 8080, 64 Kb aan RAM en een 5¼" floppydrive en de ISA uitbreidingsbus. Het belang ervan kan niet worden onderschat. |
| 1981 | Epson HX-20                    | 2 x Hitachi 6301         | De HX-20 was een vroege laptopcomputer die door Seiko Epson werd uitgebracht. Het was de eerste draagbare computer die klein genoeg was om in een gemiddelde aktetas te passen. |
| 1982 | Compaq Portable                | Intel 8088               | De Compaq Portable is een de eerste IBM PC-compatibele systemen. De naam Compaq is afgeleid van Compatible and Quality. |
| 1982 | Commodore 64                   | MOS 6510                 | De Commodore 64, is een 8 bitshomecomputer die in januari 1982 werd geïntroduceerd. Het is de best verkochte enkelvoudige computermodel aller tijden. |
| 1982 | Kaycomp II Portable            | Zilog Z80                | Een draagbare computer gebaseerd op CP/M met een 9 inch-beeldbuis en twee 5¼" floppydrive |
| 1982 | Tandy TRS 80 Model 16          | Motorola 68000           | Radio Shack annonceert de TRS-80 Model 16, gebaseerd op de Motorola 68000 en 128 Kb RAM |
| 1982 | Colombia Data Products MPC     | Intel 8088               | Columbia Data Products introduceert de eerste IBM PC-kloon. |
| 1983 | Apple IIe                      | MOS 6502                 | Het derde model in de Apple II reeks en opvolger van de Apple II Plus |
| 1983 | Apple Lisa                     | Motorola 68000           | Apple onthult de Lisa. De eerste computer met een GUI en een muis. De Apple Lisa werd na de Apple III de tweede mislukking van Apple. |
| 1983 | TRS 80 Model 100               | Intel 80C85              | Radio Shack annonceert de 1,8 Kg wegende TRS-80 Model 100. Een laptopcomputer met 8 regel-, 40 karakter-lcd-display. |
| 1983 | Tandy 2000                     | Intel 80186              | De Tandy 2000 is een personal computer die MS-DOS draaide en die in september 1983 werd geïntroduceerd op basis van de 8MHz-Intel 80186-microprocessor. Vanwege de 16 bits-databus en efficiëntere instructiedecodering van de 80186, liep de Tandy 2000 aanzienlijk sneller dan andere IBM PC-compatibele computers, en zelfs iets sneller dan de IBM PC AT.                          |
| 1983 | IBM PCjr                       | Intel 8088               | IBM kondigt de PCjr aan, wat ondanks de herontwikkeling en enorme marketing waarschijnlijk de grootste mislukking van het bedrijf uit de jaren 80 is. |
| 1983 | Hewlet Packard HP 150          | Intel 8088               | Een op de Intel 8088 gebaseerde IBM-compatible pc met een touchscreen. |
| 1984 | Hewlet Packard HP 110          | Intel 80C86              | Een laptop met lcd-display |
| 1984 | Apricot PC                     | Intel 8086               | De Apricot PC van het Britse Applied Computer Techniques Ltd. |
| 1984 | Apple Macintosh                | Motorola 68000           | Apple onthult de Macintosh. Het is de eerste wysiwyg computer. De Mac was revolutionair maar kende ook een hoge aanschafprijs |
| 1984 | Apple IIc                      | WDC 65C02                | De vierde computer in de Apple II-reeks |
| 1984 | IBM PC AT                      | Intel 80286              | IBM brengt haar eerste 16 bitcomputer uit, met 2568 Kb RAM en een high-density-floppydrive van 1,2 Mb. |
| 1985 | Compaq Deskpro 286             | Intel 80286              | Compaq reageert snel op de IBM PC AT met de Compaq Deskpro 286 |
| 1985 | AT&T Unix PC                   | Motorola 68010           | De AT&T Unix PC is er niet in geslaagd om UNIX als besturingssysteem voor de pc-markt te verstevigen. |
| 1985 | Commodore Amiga 1000           | Motorola 68000           | Commodores Amiga 1000 biedt een multitasking-besturingssysteem met vensters. |
| 1986 | Apple IIGS                     | WDC 65C816               | De vijfde computer in de (nog steeds populaire) Apple II-reeks |
| 1986 | IBM RTPC                       | IBM ROMP                 | De IBM RT PC (RISC Technology Personal Computer) was meer bedoeld als workstation met AIX als besturingssysteem |
| 1986 | Compaq Deskpro 386             | Intel 80386              | De Deskpro 386 is een lijn desktopcomputers in Compaq's Deskpro-reeks van IBM PC-compatibele computers. De Deskpro 386 werd geïntroduceerd in september 1986 en was de eerste personal computer met Intels 32 bits-80386-microprocessor. Dit was tevens de eerste keer dat de de-facto-standaard van IBM pc's werd voorzien van de nieuwe generatie Intel-processor dan door IBM zelf. |
| 1987 | IBM PS/2 model 30, 50,70 en 80 | Intel 8086 - Intel 80386 | Het Personal System/2 (afgekort PS/2) was de tweede generatie van personal computers van IBM die op de markt kwam in april 1987. De uitbreidingsbus (MicroChannel bus) van de PS/2-lijn was niet langer vrij om te gebruiken. |
| 1989 | HP Vectra 486                  | intel 80486              | De eerste computer met een EISA-bus, de 32 bit-variant van de ISA-bus. |
| 1989 | Compaq Deskpro 486             | intel 80486              | Daar waar de 32 bits-Compaq Deskpro 386 nog een ISA-bus had, is de Deskpro 486 nu ook voorzien van een EISA-bus. |
| 1990 | IBM PS/2 Model 25 286          | intel 80286              | Het hoeft niet altijd sneller (en duurder). In bepaalde gevallen is compactheid meer gewenst dan verwerkingskracht. De IBM PS/2 Model 25 286 is een kleine pc voor bv. kassadoeleinden of om als computerterminal dienst te doen |
| 1993 | IBM PS/2 Model Server 95       | Intel Pentium            | Vanaf 1993 worden de zwaardere pc's van de grote merken als IBM, Compaq en HP gepositioneerd als centrale servers in computernetwerken |

### 2005-2009
Waar de traditionele desktopcomputer lange tijd een standaardconfiguratie was, is vanaf midden jaren 2000 een verschuiving te zien richting draagbare personal computers. De laptop werd steeds lichter en krachtiger, zodat die in steeds toenemende mate werd gebruikt. In 2007 zijn wereldwijd circa 109 miljoen laptops verkocht, een groei van 33% ten opzichte van het jaar ervoor. Deze groei zette zich gedurende de opvolgende jaren sterk voort.

### 2010-2019
In de jaren 2010 kwam de opkomst van het post-pc-tijdperk, een tijdsperiode waarin de verkoop van desktopcomputers afnam, en een sterke groei zichtbaar was van mobiele computers zoals smartphones en tabletcomputers.
Het post-pc-tijdperk wordt gekenmerkt door mobiele en met het internet verbonden apparaten, die hun gegevens opslaan en gebruik maken van diensten in de cloud. Deze apparaten maken hevig gebruik van mobiele apps en synchroniseren gegevens naadloos.
In april 2017 maakte StatCounter bekend een nieuwe mijlpaal in de geschiedenis van de personal computer te hebben bereikt, waarbij het Android-besturingssysteem populairder was dan Windows.

## Soorten
Traditionele desktopcomputerDe desktopcomputer wordt gekenmerkt door een losstaand beeldscherm en randapparatuur.
All-in-oneDe all-in-one computer integreert zowel het beeldscherm als de computer in een enkele behuizing. Het ontwerp stamt uit begin jaren 80 en werd gepopulariseerd door onder meer de Apple Macintosh in 1984 en de iMac in 1998.
Compacte desktopDit model is qua behuizing een kleinere versie van de traditionele desktopcomputer, heeft een laag energieverbuik, en is ontworpen voor eenvoudige taken als browsen op het internet, tekstverwerking en mediaweergave.
Home Theater PCeen type personal computer met als doel om mediagerelateerde taken uit te voeren. Een HTPC onderscheidt zich van een normale computer doordat deze is aangesloten op een televisie, is voorzien van een afstandsbediening waarmee het apparaat vanaf de bank bediend kan worden en bevat speciale mediasoftware voor het afspelen van audio en video.
2-in-1-pceen draagbare computer met de functies van zowel een laptop als een tablet, en is in staat om zowel desktopsoftware als mobiele apps te kunnen draaien.
Singleboardcomputeris een complete computer gebouwd op een enkele printplaat, en bevat alle onderdelen (microprocessor, geheugen, invoer/uitvoer) die nodig zijn voor een functionele computer. Toepassingen van de SBC is vooral als demonstratie- of ontwikkelsysteem, voor educatieve doeleinden, of voor het gebruik als geïntegreerd systeem.
Gaming-pcde gaming-pc is een personal computer gericht op het spelen van computerspellen. Dit type pc bevat onderdelen die games sneller en op een veel hogere kwaliteit kan weergeven dan een reguliere pc.

## Software
De software voor een computer kan worden onderverdeeld in een aantal categorieën:
- BIOS, Basic Input/Output System, bestaat uit de meest basale functies die het aansturen van hardware als geheugen, harddisk etc. mogelijk maken. Het BIOS wordt geleverd in een ROM-chip, en wordt gestart zodra de computer wordt aangezet.
- Besturingssysteem, bestaat uit software die het mogelijk maakt om computerprogramma's uit te voeren. In het besturingssysteem zitten alle onderdelen die het mogelijk maken om gebruik te maken van BIOS functies, maar ook voor het aansturen van randapparatuur (via drivers), het beveiligen van de computer (door gebruikersprofielen te definiëren en autorisatie te verlenen), en de grafische omgeving die het mogelijk maakt met muis en/of toetsenbord de computer te bedienen. Als besturingssysteem van personal computers heeft Windows van Microsoft het grootste marktaandeel. Andere besturingssystemen zijn Linux (dat in diverse "distributies" ("distro's"), door diverse leveranciers wordt geleverd, zoals Red Hat, SUSE, Debian en Mandrake), en het besturingssysteem voor de Apple Macintosh (Mac OS, of het actuelere macOS).
- Services, voor Windows, of Daemons, voor Unix, zijn processen die op de achtergrond draaien voor bepaalde zaken die voortdurend actief moeten zijn.
- Applicaties (toepassingen) zijn programma's die met een bepaald doel worden ontwikkeld of aangeschaft. Voorbeelden hiervan zijn tekstverwerkers, beeldverwerkers, geluidsverwerkers, rekenprogramma's, webbrowsers en databaseprogramma's. Sommige applicatieprogramma's kunnen bij een besturingssysteem zijn inbegrepen.
- Gereedschappen of utilities zijn hulpprogramma's voor bijvoorbeeld het zelf ontwikkelen van programma's (compilers, interpreters, IDE's, en dergelijke), webservers, mailservers, et cetera.

## Onderdelen
- 1. Beeldscherm
- 2. Moederbord
- 3. Processor (CPU)
- 4. Werkgeheugen (RAM)
- 5. Uitbreidingskaarten (PCI)
- 6. Voeding
- 7. Optische schijf (cd-rom, dvd, blu-ray)
- 8. Harde schijf
- 9. Toetsenbord
- 10. Muis

Explodedview-tekening van een personal computer

Een typische pc-opstelling bestaat uit een systeemkast en randapparatuur, zoals beeldscherm, toetsenbord en muis.
De systeemkast (mogelijk met ingebouwd beeldscherm) bevat altijd:
- het moederbord, met daarop een processor, werkgeheugen en uitbreidingssleuven.
- de voeding, een apparaat dat de netspanning omzet in verschillende gelijkspanningen van 12; 5 en 3,3 volt levert voor de diverse componenten in de kast.
- een of meer harde schijven of een solid state drive voor het opslaan van gegevens.
- een videokaart die aansluiting van het beeldscherm mogelijk maakt; vaak geïntegreerd op het moederbord

Verder bevat de systeemkast zo goed als altijd:
- een geluidskaart die aansluiting van geluidsapparatuur mogelijk maakt; vaak geïntegreerd op het moederbord
- een netwerkkaart waarmee de pc aan een netwerk kan worden aangesloten, vaak geïntegreerd op het moederbord.
- een cd-romspeler en/of dvd-speler, cd-schrijver en/of dvd-schrijver

Op de pc wordt externe randapparatuur aangesloten, veelal op een poort, maar eveneens draadloos aangestuurd, met wifi, infrarood of Bluetooth. Er zijn (stand 2015) nog enkele belangrijke typen aansluitpoorten over:
- USB-aansluiting (Universal Serial Bus), een gestandaardiseerde aansluiting voor printers, scanners, toetsenbord, muis, geheugenkaartlezers en allerlei andere apparatuur
- DVI, VGA of HDMI voor het beeldscherm
- Ethernet-aansluiting voor een bedraad netwerk.

## Tijdbalk
- In 1973 werd de Xerox Alto geïntroduceerd, de eerste computer met een grafische omgeving en een (primitieve) muis. In 1979 bezocht Steve Jobs met Apple-ingenieurs tweemaal het Xerox Parc-instituut en de Alto was een inspiratiebron voor de Apple Lisa en de latere Apple Macintosh.
- In 1975 werd de Altair 8800 ontwikkeld. Deze computer voor thuis moest zelf in elkaar gezet worden. Deze computer had geen beeldscherm en geen toetsenbord, maar schakelaars en lampjes.
- In 1977 introduceerde Apple de Apple II de eerste succesvolle pc met een monitor en toetsenbord om gegevens in te voeren. Door de komst van VisiCalc, het eerste spreadsheetprogramma, zag de zakelijke markt het nut van de pc.
- In hetzelfde jaar 1977 werden ook de computersystemen TRS-80 Model I en de Commodore PET gelanceerd. Deze computers kenden veel succes bij hobbyisten, thuisgebruikers en kleine bedrijven.
- Apple had het in zijn reclame-uitingen over de Apple II al over een "Personal Computer"; IBM was echter de eerste fabrikant die hun computers de type-aanduiding "Personal Computer" gaf, en werd daardoor wel de bekendste.
- 12 augustus 1981: De eerste IBM Personal Computer wordt voorgesteld op een persconferentie in het Waldorf-Astoria Hotel in New York.
- In 1984 introduceerde Apple de Apple Macintosh, de eerste computer met een grafische gebruikersomgeving. Dit betekende een revolutie voor de computermarkt.
- In 1985 introduceerde Microsoft de eerste versie van Windows. Dit was de eerste grafische gebruikersomgeving voor IBM-compatibele computers. In tegenstelling tot de Macintosh is deze op meerdere computers te gebruiken in plaats van alleen eigen producten, hieraan dankt Windows zijn succes. De eerste versie werd echter geen succes.
- In 1992 bracht Microsoft Windows 3.1 uit. Vanaf Windows 3.1 kreeg Microsoft Windows grote bekendheid. Dit is vooral te danken aan de tekstverwerker Word, en door de opkomst van multimedia en internet.
- In hetzelfde jaar brengt Linus Torvalds de eerste versie van Linux uit, een 32 bits-, opensource-, multiuser-, multitasking POSIX-besturingssysteem dat op een personal computer draait.
- In 1995 bracht Microsoft Windows 95 uit. Deze kan multitasken en heeft als eerste Windowsversie de taakbalk met de startknop. Dit was ook de eerste 32 bitsversie van Windows. Voor thuisgebruik zou pas vanaf Windows XP in 2001 geen MS-DOS meer worden gebruikt.
- Vanaf 2006 nam de groei van laptops sterk en gestaag toe.
- Vanaf 2010 de opkomst van het post-pc-tijdperk, waarin een sterke groei zichtbaar was van mobiele computers zoals smartphones en tabletcomputers.
- In 2017 werd het mobiele Android-besturingssysteem populairder dan Windows.